# Coquet (eiland)
Coquet is een klein eiland van ongeveer 6 hectare op 1,2 km van Amble aan de kust van Northumberland in het noordoosten van Engeland.
Het eiland is eigendom van de hertog van Northumberland. De Royal Society for the Protection of Birds beheert het eiland als vogelreservaat voor de belangrijke kolonies zeevogels, vooral papegaaiduikers. Op het eiland zijn er overblijfselen van een middeleeuws klooster, dat grotendeels ingenomen werd door een vuurtoren. Het publiek heeft geen toegang tot het eiland.